# محمد القاضي (سياسي فلسطيني)
محمد القاضي  (31 ديسمبر 1938-21 أبريل 2015)، مناضل فلسطيني ولد في مدينة كوكبا، يعتبر أحد مؤسسي الجبهة الشعبية لتحرير فلسطين وأحد أبرز الشخصيات الوطنية الفلسطينية يلقبه أنصاره بأبو ناصر، وهو ومن أحد أعضاء حركة القوميين العرب.

## نشأته وتعليمه
ولد في قرية كوكبا عام 1938، ودرس المرحلة الأولى من الابتدائية في مدرسة القرية؛ نشأ في قرية كوكبا وعانى من ظروف المعيشة الصعبة بسبب الفقر وظروف الحرب والهجرة. بعد النكبة سكن في مخيم البريج في قطاع غزة 1949م وأكمل تعليمه فيه. تخرج من معهد الضباط في مرحلة لاحقة.

## حياته السياسية
عمل مديراً لمكتب الحاكم العام لقطاع غزة (1958-1963)، ثم التحق بكلية الضباط الاحتياط بجمهورية مصر العربية عام1963، ومن ثم التحق بجيش التحرير الفلسطيني حتى 1967، وبعد هزيمة 67، سافر إلى مصر عبر سيناء مشيا على الأقدام مع مجموعة من المناضلين، والتحق هناك بقيادة جيش التحرير، ومن خلال تواجده هناك عمل على إعادة تجميع وتنظيم حركة القوميين العرب من خلال الأطر الطلابية بالجامعات ومن خلال بعض عناصر الجيش والمبعدين من قطاع غزة. وبعد الإعلان عن قيام الجبهة الشعبية تولى مسئولية الجبهة في الساحة المصرية، وأشرف عى إعداد عدة دورات من المقاتلين حيث تم تجهيز وتدريب هذه العناصر وإرسالها إلى الأردن وبعد ذلك القيام بمهامهم. وبعد ذلك تم استدعاؤه إلى الساحة الأردنية حيث تم انتخابه في اللجنة المركزية للجبهة الشعبية في أواخر سنة 1968م، وأشرف على القيام بعدة مهام منها التدريب العام سرا للمقاتلين سواء معنوياً وقتالياً، للقيام بمهام سرية في الضفة الغربية وقطاع غزة والأراضي المحتلة، بالإضافة إلى تدريب الحركة النسائية الخاصة بالجبهة في الداخل والخارج بجميع الدول العربية المجاورة، وكانت إحدى أهم المقاتلات اللواتي تدربن على يده المناضلة ليلى خالد صاحبة أول عملية اختطاف طائرة سنة الـ70. وتولى بعد ذلك مسئولية القطاع الشمالي والجولان وجنوب لبنان، بالإضافة إلى الإشراف على القطاع الجنوبي بالأردن، وبعد أحداث أيلول الأسود بالأردن 1970، تولى مسئولية العمل العسكري سرا في جنوب لبنان والمليشيا في لبنان. في أوائل الـ 1973 م وعلى إثر خلافات سياسية عمت حركة المقاومة الفلسطينية سواء في الجبهة أو في حركة فتح، آثر التنحي عن العمل للتأمل في إعادة التفكير في أسباب كل ما جرى سواء على صعيد العمل الفلسطيني أو العربي عامة.
اشتهرت الجبهة في حقبة السبعينات بعمليات خطف الطائرات ونسف المطارات واقتحام ونسف السفارات واغتيال القيادة الإسرائيلية والتشدد بالموقف. الجبهة الشعبية كانت أول من ابتكر خطف الطائرات وتعتبر ليلى خالد أول إمراة تختطف طائرة في العالم. في بداية 1969، انضمت إلى معسكرات تدريب تابعة للجبهة الشعبية في الأردن. وتلقت التدريب على يد أحد أعضاءالجبهة الشعبية (محمد القاضي) المكلف في وقته عن التدريب العسكري للقوات في الأردن. في 29 فبراير 1969 قامت ليلى بمساعدة سليم العيساوي بخطف طائرة ركاب أمريكية للرحلة رقم 840 التي تصل خط لوس أنجلس/تل أبيب. حيث قاما بالصعود إلى الطائرة عند مرورها من روما حيث بعد مرور نصف ساعة بعد صعودهم للطائرة قاما بتغيير مسار الرحلة إلى دمشق بسوريا حيث قاما بإخراج الركاب الـ116 وبتفجير الطائرة.

## مناصب
تدرجه في المناصب:
- مدير مكتب الحاكم العام في غزة.
- ضابط في جيش التحرير الفلسطيني.
- عضو في حركة القوميين العرب.
- أحد مؤسسي الجبهة الشعبية.[3]
- مسؤول الجبهة الشعبية في مصر.
- عضو لجنة مركزية ومسؤول عام التدريبات العسكرية في الأردن.
- مسؤول الجبهة الشعبية في لبنان.
- مسؤول ميليشيا الجبهة في لبنان.